# Scarborough

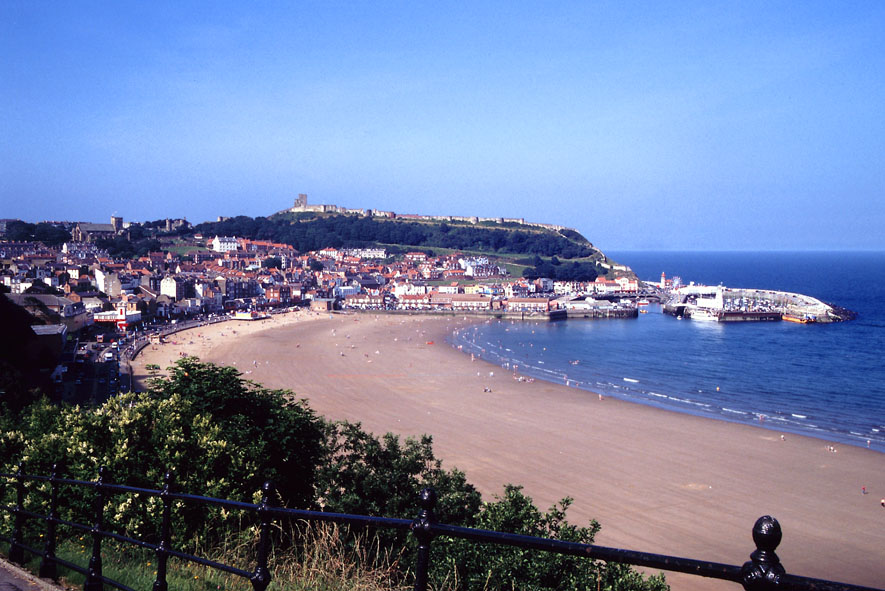
Scarborough

Scarborough är en stad (town) och civil parish i kommunen North Yorkshire i grevskapet North Yorkshire, i England. Staden har 39 700 invånare, distriktet Scarborough 108 793 invånare. Staden grundades av vikingarna och är mest känd för sin 45 dagar långa marknad Scarborough Fair, som även är titeln på en välkänd traditionell folkvisa om marknaden (Scarborough Fair). Scarborough var en civil parish fram till 1974 och en unparished area från 1974 till 2025. Civil parishen inrättades den 1 april 2025. Unparished area hade 38 954 invånare år 2021.
Staden har varit en kurort sedan 1600-talet. University of Hull har ett campus i staden. Det är också en kuststad som lockar många turister på sommaren.